# Albert Odyssey (SNES-spel)
Albert Odyssey (アルバートオデッセイ Arubaato Odessei?) är ett RPG-spel till SNES, utgivet 1993.

## Handling
I staden "Gouto" fanns en mystisk artefakt. Den onde trollkarlen Oswald invaderade staden, med sin armé av troll och drakar. Tre modiga riddare försökte försvara sitt hemland, och en av dem dödades i strid. Hans fru och dottern Sophia lämnade hemmet, men Oswald dödade Sophias mor.
10 år senare bor den unge hjälten och krigaren Albert, som just fyllt 16, i en närliggande stad. Samtidigt har Sophia blivit hovmagiker. Hon har inte glömt bort dagen då hennes mor blev dödad, men hon behöver Alberts hjälp för att stoppa Oswald.